# 珀耳修斯峰
珀耳修斯峰（英語：Perseus Peak）是南極洲的山峰，位於奧次地，處於美杜莎峰西北面，屬於庫克山脈的一部分，該山峰現時由南極條約體系管理。